# Якорная Щель
Якорная Ще́ль — микрорайон в Лазаревском районе «города-курорта Сочи» в Краснодарском крае.

## География
Микрорайон находится в центральной части Лазаревского района, в устье реки Хаджипсе. Расположен в 32 км к юго-востоку от районного центра — Лазаревское, в 40 км к северо-западу от Центрального Сочи и в 262 км к югу от города Краснодар (по дороге). 
Граничит с землями населённых пунктов: Головинка на северо-западе, Верхнеякорная Щель на северо-востоке, Беранда на востоке и Нижняя Беранда на юго-востоке. На западе микрорайон омывается водами Чёрного моря, на востоке над ним возвышаются лесистые горы. 
Якорная Щель расположен в узкой долине у черноморского побережья. Рельеф местности в основном холмистый, местами обрывистый. Основное население микрорайона проживает у побережья или вдоль речной долины. Средние высоты на территории посёлка составляют около 35 метров над уровнем моря. Абсолютные высоты достигают 300 метров над уровнем моря. 
Гидрографическая сеть представлена в основном рекой Хаджипсе. В центре микрорайона в него впадет его главный правый приток Ходжиек. 
Климат в поселке влажный субтропический. Среднегодовая температура воздуха составляет около +13,7°С, со средними температурами июля около +24,2°С, и средними температурами января около +6,2°С. Среднегодовое количество осадков составляет около 1450 мм. Основная часть осадков выпадает зимой.

## История

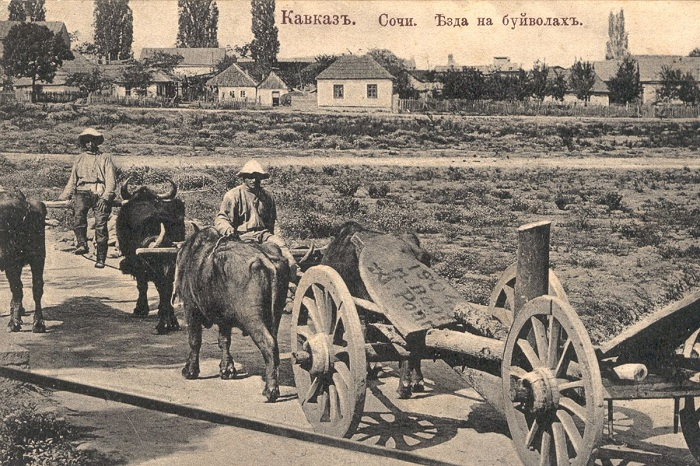
Перевозка якоря из поселка «Якорная Щель» в Сочи

В 1895 году водолазами был поднят и оставлен на берегу якорь с отломанным рымом. Было это у ущелья, которое, как и речушка, сбегавшая по нему, получило название Якорная Щель, которой позже было возвращено её прежнее название — Хаджипсе.
Якорь был отлит на Воткинском заводе на Урале в 1779 году. Об этом свидетельствует надпись на якоре: «1779 года, месяца мая, 23 дня. Вес — 180. Делан при Воткинском заводе по…», далее надпись обрывается (вес — в пудах, что составляет почти 3 т).
Принадлежал якорь 24-пушечному парусному корвету Черноморского флота России «Пендераклия» (заложен в Николаевском адмиралтействе 6 марта 1830 года, спущен на воду 6 сентября 1831 года и разобран на Севастопольских верфях в 1844 году). «Пендераклия» неоднократно — в 1832, 1836 и 1838—1841 годах участвовала в операциях у Черноморского побережья Кавказа, патрулировала побережье Абхазии, ловила и топила контрабандистов, возивших оружие. Корвет мог попасть здесь в шторм и потерять якорь, но прямых подтверждений этому не известно.
В 1912 году в устье речки Якорная Щель возник курортный поселок, получивший то же название. В 1912 году, через несколько месяцев после появления поселка, якорь был погружен на запряженную волами телегу и перевезен в Сочи. 
В 1913 году якорь стал частью памятника «Якорь и пушка», установленного в ознаменование победы 1829 года в русско-турецкой войне.
10 февраля 1961 года селение Якорная Щель было включено в состав города-курорта Сочи, с присвоением населённому пункту статуса внутригородского микрорайона.

## Курорты
Главной отраслью хозяйства микрорайона является курортно-оздоровительный туризм. Основной курортный сезон в посёлке длится с начала мая до конца октября. 
Пансионаты и дома отдыха в микрорайоне расположены за рекой Хаджипсе и выше места впадения в неё притока Ходжиёк. Пляжная полоса тянется вдоль всего посёлка и в основном состоит из мелкой гальки с песчаными наносами. 

## Улицы
Главной улицей микрорайона является улица Главная, являющаяся частью федеральной автотрассы А-147. В микрорайоне три улицы - Главная, Ейская, Череповецкая.